# Petalium grossum
Petalium grossum är en skalbaggsart som beskrevs av Ford 1973. Petalium grossum ingår i släktet Petalium och familjen trägnagare. Inga underarter finns listade i Catalogue of Life.